# Atraphaxis spinosa
Atraphaxis spinosa L. – gatunek rośliny z rodziny rdestowatych (Polygonaceae Juss.). Występuje naturalnie w Rosji (w obwodach astrachańskim i wołgogradzkim), Gruzji, Azerbejdżanie, Armenii, Turcji, Syrii, Libanie, Izraelu, Palestynie, Egipcie, Jordanii, Arabii Saudyjskiej, Iranie, Pakistanie, Afganistanie, Turkmenistanie, Uzbekistanie, Kazachstanie, Tadżykistanie, Kirgistanie, Mongolii oraz Chinach (w regionie autonomicznym Sinciang). 

## Morfologia
PokrójZrzucający liście krzew dorastający do 0,3–1 m wysokości.
LiścieBlaszka liściowa jest skórzasta i ma owalny, odwrotnie jajowaty, eliptyczny lub okrągławy kształt. Ma zaokrągloną nasadę i tępy wierzchołek. Mierzy 3–7 mm długości oraz 3–5 mm szerokości. Ogonek liściowy jest nagi i osiąga 1–3 mm długości. Gatka ma obły kształt i dorasta do 2–3 mm długości.
KwiatyZebrane w grona, rozwijają się na szczytach pędów. Listków okwiatu jest 5, mają owalny kształt i różową barwę, mierzą do 2–3 mm długości.
OwoceNiełupki o jajowatym kształcie.

## Biologia i ekologia
Rośnie na polach uprawnych, nieużytkach, stokach oraz pustyniach. Występuje na wysokości do 1800 m n.p.m. Kwitnie od maja do września. 

## Zmienność
W obrębie tego gatunku wyróżniono jedną odmianę:
- Atraphaxis spinosa var. sinaica Boiss.